# Johann Rasch

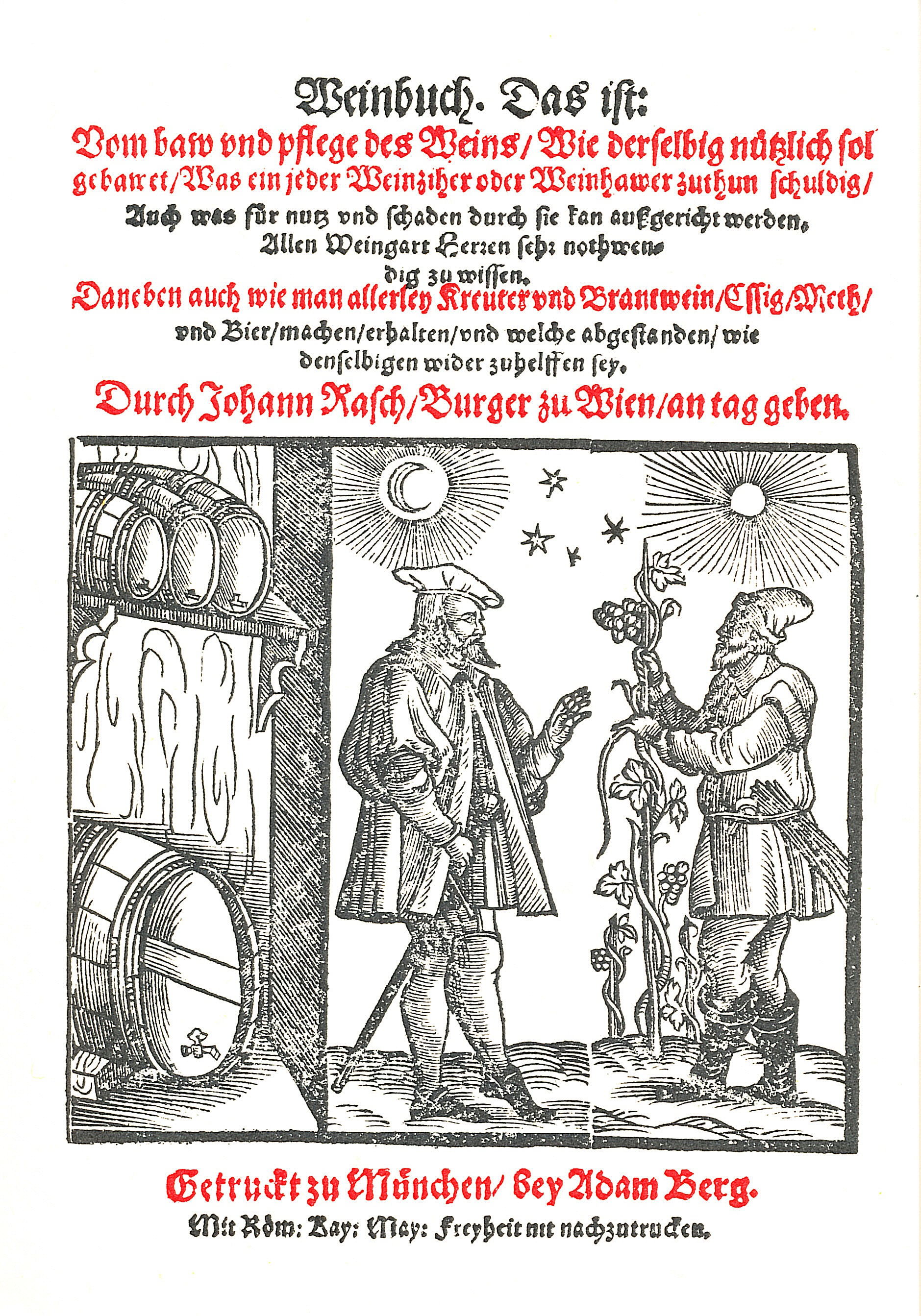
Titelseite des Buches "Weinbau" von Johann Rasch, Nachdruck der Ausgabe um 1580, Renate Schoene - Gesellschaft für Geschichte des Weines

Johann Rasch (Pöchlarn, 1540 - Viena, 1612) fou un compositor del Renaixement que visqué gran part de la seva vida a Múnic i donà a la impremta: Cantiunculas paschales (Múnic, 1572), Cantiones ecclesiasticae de nativitate Christi, a 4 veus (Múnic, 1572); In Monte Olivarum quatuor vocum (Múnic, 1572), i Salve Regina (Múnic, 1572).